# گسل سمنان
گسل سمنان نوعی راندگی با راستای شمال‌شرقی–جنوب‌غربی است که شیب آن به سمت جنوب‌شرقی است. این گسل در شمال سمنان و در پهلوی شمالی کوه چندران قرار دارد. حرکت‌های افقی گسل سمنان چندان مشخص نیست و فقط در قسمت‌هایی اثرات راندگی با شیب به سمت جنوب در آن تشخیص داده می‌شود. اگرچه درازای این گسل از دامغان تا گرمسار محتمل دانسته شده، ولی بهترین اثر آن تنها در کوه چندران دیده می‌شود که بیش از چند صد متر درازا ندارد.
ویژگی‌های چینه‌نگاری سنگی توالی پالئوزوئیک (به‌ویژه دوونین) دو سوی این گسل تفاوت آشکار دارند، به‌گونه‌ای که در بلوک جنوبی، رخساره‌های ایران مرکزی و در بلوک شمالی، رخساره‌های البرز برون‌زد دارند. از همین رو برخی زمین‌شناسان، گسل سمنان را مرز بین دو پهنه ایران مرکزی و البرز می‌دانند؛ ولی با توجه به تدریجی بودن گذر ایران مرکزی به البرز، پذیرش گسل سمنان به عنوان مرز این دو پهنه چندان ساده نیست.